# User Friendly (cheval)
User Friendly, née en 1989, est un cheval de course pur-sang anglais, participant aux courses de plat. Entraînée en Angleterre par Clive Brittain, elle fut l'une des meilleures juments des années 90. 

## Carrière de course
Née et élevée dans l'East Cambridgeshire en Angleterre, User Friendly n'est pas la concurrente la plus en vue dans le lot de prometteuses pouliches qui se présentent au départ d'un maiden pour 3 ans à Sandown en avril 1992. Mais partie à 25/1, elle crève l'écran et s'annonce comme une postulante aux classiques sur la distance. Elle doit d'abord confirmer ses éclatants débuts, ce dont elle s'acquitte aisément dans une Listed à Lingfield. User Friendly se présente donc au départ des Oaks, où elle ne fait qu'une bouchée de la grande favorite All At Sea. Et elle enchaîne : début juillet elle remporte les Irish Oaks en repoussant courageusement les assauts de Market Booster, et un mois plus tard elle réussit le grand chelem des Oaks en survolant les Yorkshire Oaks.  
Incontestable reine des 3 ans, User Friendly s'en va défier les mâles dans le St. Leger de Doncaster et les met à la raison, par plus de 3 longueurs. Elle est invaincue, elle vient d'aligner quatre victoires de groupe 1 et elle possède une tenue à toutes épreuves : la voilà naturellement propulsée favorite du Prix de l'Arc de Triomphe à Longchamp. La seule ombre au tableau, c'est cette fameuse malédiction des vainqueurs de St. Leger dans l'Arc : depuis Nijinsky en 1970, on sait combien il est difficile d'enchaîner le plus vieux des classiques et le grand tournoi parisien, et d'ailleurs aucun cheval n'y est parvenu. Mais User Friendly n'est pas loin de faire mentir la légende, et il faut un Subotica des grands jours pour lui infliger la première défaite de sa carrière. Tombée avec les honneurs, la pouliche a fait honneur à son statut et son palmarès. Sa nette défaite dans la Japan Cup, si périlleuse pour les chevaux européens, n'entame en rien son prestige. À la fin de son exceptionnelle saison, User Friendly est naturellement élue meilleure 3 ans de l'année en Europe, et rafle même le titre de cheval de l'année au nez et à la barbe des mâles.  
User Friendly reste à l'entraînement l'année suivante, mais la belle machine semble déréglée. Elle entame la saison par une défaite dans la Coronation Cup, mais on dira qu'elle faisait une rentrée après six mois sans courir. Et d'ailleurs on retrouve la championne comme à ses plus beaux jours lorsqu'elle s'adjuge le Grand Prix de Saint-Cloud. Mais au cœur de l'été elle est battue sans discussion dans les King George VI & Queen Elizabeth Stakes, puis ne peut faire mieux que troisième à distance dans les Yorkshire Oaks. Aussi quand elle se présente dans l'Arc 1993, elle n'est que l'ombre d'elle-même et finit dans le lointain.   
Avec un tel palmarès, et vu son état de forme, on aurait pu penser qu'User Friendly allait filer à l'anglaise remplir ses devoirs de poulinière. Or son propriétaire avait encore envie de la voir en course et l'envoya aux États-Unis, histoire de la dépayser. On aurait pu croire le pari gagnant lorsqu'elle fit une bonne rentrée dans une allowance disputée à Del Mar, et le raccourcissement des distances bénéfique, mais lorsqu'elle retrouva le haut niveau, elle sombra dans les Beverly D. Stakes. Cette fois, direction le haras après un passage par les ventes.   

### Résumé de carrière
| Date         | Hippodrome     | Pays        | Course                               | Statut      | Distance    | Jockey      | Place       | Écart       | Vainqueur ou deuxième |
| 1992, 3 ans  | 1992, 3 ans    | 1992, 3 ans | 1992, 3 ans                          | 1992, 3 ans | 1992, 3 ans | 1992, 3 ans | 1992, 3 ans | 1992, 3 ans | 1992, 3 ans           |
| ------------ | -------------- | ----------- | ------------------------------------ | ----------- | ----------- | ----------- | ----------- | ----------- | --------------------- |
| 24 avril     | Sandown Park   | Royaume-Uni | Maiden Stakes                        |             | 2 000 m     | G. Duffield | 1er / 15    | 2 ½         | Shirley Valentine     |
| 9 mai        | LIngfield      | Royaume-Uni | Lingfield Oaks                       | Listed      | 2 270 m     | G. Duffield | 1er / 5     | 2 ½         | Niodini               |
| 6 juin       | Epsom          | Royaume-Uni | Epsom Oaks                           | Gr. 1       | 2 400 m     | G. Duffield | 1er / 7     | 3 ½         | All At Sea            |
| 11 juillet   | Curragh        | Irlande     | Irish Oaks                           | Gr. 1       | 2 400 m     | G. Duffield | 1er / 9     | enc.        | Market Booster        |
| 19 août      | York           | Royaume-Uni | Yorkshire Oaks                       | Gr. 1       | 2 400 m     | G. Duffield | 1er / 8     | 2 ½         | Bunieyah              |
| 12 septembre | Donctaster     | Royaume-Uni | St. Leger                            | Gr. 1       | 2 920 m     | G. Duffield | 1er / 7     | 3 ½         | Sonus                 |
| 4 octobre    | Longchamp      | France      | Prix de l'Arc de Triomphe            | Gr. 1       | 2 400 m     | G. Duffield | 2e / 18     | enc.        | Subotica              |
| 29 novembre  | Tokyo          | Japon       | Japan Cup                            | Gr. 1       | 2 400 m     | G. Duffield | 6e / 14     | 5 ¾         | Tokai Teio            |
| 1993, 4 ans  |                |             |                                      |             |             |             |             |             |                       |
| 3 juin       | Epsom          | Royaume-Uni | Coronation Cup                       | Gr. 1       | 2 400 m     | G. Duffield | 4e / 8      | 5 ¼         | Opera House           |
| 4 juillet    | Saint-Cloud    | France      | Grand Prix de Saint-Cloud            | Gr. 1       | 2 400 m     | G. Duffield | 1er / 8     | 1 ½         | Apple Tree            |
| 24 juillet   | Ascot          | Royaume-Uni | King George VI & Queen Elizabeth St. | Gr. 1       | 2 400 m     | G. Duffield | 4e / 10     | 11 ½        | Opera House           |
| 18 août      | York           | Royaume-Uni | Yorkshire Oaks                       | Gr. 1       | 2 400 m     | G. Duffield | 3e / 8      | 4 ¼         | Only Royale           |
| 3 octobre    | Longchamp      | France      | Prix de l'Arc de Triomphe            | Gr. 1       | 2 400 m     | G. Duffield | 22e / 23    | 16          | Urban Sea             |
| 1994, 4 ans  |                |             |                                      |             |             |             |             |             |                       |
| 29 juillet   | Del Mar        | États-Unis  | Allowance                            |             | 1 700 m     | C. Antley   | 1er / 11    | 1 ½         | Lyphard's Delta       |
| 27 août      | Arlington Park | États-Unis  | Beverly D. Stakes                    | Gr. 1       | 1 900 m     | C. Antley   | 8e / 8      | 17          | Hatoof                |

## Au haras
Au printemps 1995, User Friendly rencontre le grand Mr. Prospector, et c'est pleine du chef de race qu'elle passe aux ventes de Keeneland en novembre, où un éleveur japonais débourse quelque 2,5 millions de dollars pour elle, la garda aux États-Unis quelques années avant de la revendre pour 1,7 million de dollars à des éleveurs irlandais. Si User Friendly n'a pas donné de champion bien qu'elle ait été visitée par la crème des étalons internationaux (Mr. Prospector, Danehill, Deputy Minister, Kingmambo, Sadler's Wells, Storm Cat, Danehill Dancer), sa production est très honorable et on peut y relever : 
- Two Mile West (Sadler's Wells, 2001) : 2e Queen's Vase (Gr.3)
- Starspangled (Danehill, 2003), mère de :
  - Youngstar (High Chaparral) : Queensland Oaks (Gr.1), Doomben Roses (Gr.2). 2e Turnbull Stakes (Gr.1). 3e Queensland Derby (Gr.1), Shannon Stakes (Gr.2).
  - Funstar (Adelaide) : Flight Stakes (Gr.1), Tea Rose Stakes (Gr.2), Phar Lap Stakes (Gr.2). 2e Surround Stakes (Gr.1), Queen of the Turf Stakes (Gr.1), Epsom Handicap (Gr.1), Theo Marks Stakes (Gr.2).
- Downtown (Danehill, 2004) : Give Thanks Stakes (Gr.3).

## Origines
User Friendly est le joyau de son père Slip Anchor, vainqueur du Derby en 1985. Sa mère, Rostova, avait montré un peu de qualité en se classant quatrième des Ormonde Stakes (Gr.3). Il s'agit d'une famille assez modeste, et il faut remonter à la quatrième mère pour noter le nom de Red Shoes, lauréate en 1951 des Falmouth Stakes et deuxième des Yorkshire Oaks.

### Pedigree
| Origines de User Friendly (GB), jument baie née en 1989 | Origines de User Friendly (GB), jument baie née en 1989 | Origines de User Friendly (GB), jument baie née en 1989 | Origines de User Friendly (GB), jument baie née en 1989 |
| ------------------------------------------------------- | ------------------------------------------------------- | ------------------------------------------------------- | ------------------------------------------------------- |
| Père Slip Anchor                                        | Shirley Heights                                         | Mill Reef                                               | Never Bend                                              |
| Père Slip Anchor                                        | Shirley Heights                                         | Mill Reef                                               | Milan Mill                                              |
| Père Slip Anchor                                        | Shirley Heights                                         | Hardiemma                                               | Hardicanute                                             |
| Père Slip Anchor                                        | Shirley Heights                                         | Hardiemma                                               | Grand Cross                                             |
| Père Slip Anchor                                        | Sayonara                                                | Birkhahn                                                | Alchimist                                               |
| Père Slip Anchor                                        | Sayonara                                                | Birkhahn                                                | Bramouse                                                |
| Père Slip Anchor                                        | Sayonara                                                | Suleika                                                 | Ticino                                                  |
| Père Slip Anchor                                        | Sayonara                                                | Suleika                                                 | Schwarzblaurot                                          |
| Mère Rostova                                            | Blakeney                                                | Hethersett                                              | Hugh Lupus                                              |
| Mère Rostova                                            | Blakeney                                                | Hethersett                                              | Bride Elect                                             |
| Mère Rostova                                            | Blakeney                                                | Windmill Girl                                           | Hornbeam                                                |
| Mère Rostova                                            | Blakeney                                                | Windmill Girl                                           | Chorus Beauty                                           |
| Mère Rostova                                            | Poppy Day                                               | Soleil II                                               | Major Portion                                           |
| Mère Rostova                                            | Poppy Day                                               | Soleil II                                               | Aurore Polaire                                          |
| Mère Rostova                                            | Poppy Day                                               | Red Poppy                                               | Rockefella                                              |
| Mère Rostova                                            | Poppy Day                                               | Red Poppy                                               | Red Shoes (famille 1-s)                                 |